# Artur Brauner
Artur Brauner, született Abraham Brauner (Łódź, Lengyelország, 1918. augusztus 1. – Berlin, 2019. július 7.) lengyel származású német filmproducer.

## Fontosabb filmjei
- Morituri (1948)
- Epilog: Das Geheimnis der Orplid (1950)
- Die Spur führt nach Berlin (1952)
- Die Kaiserin von China (1953)
- Stern von Rio (1955)
- Der 20. Juli (1955)
- Die Ratten (1955)
- Kapitány és hőse (Der Hauptmann und sein Held) (1955)
- A hősök elfáradtak (Les héros sont fatigués) (1955)
- Naplemente előtt (Vor Sonnenuntergang) (1956)
- Die Letzten werden die Ersten sein (1957)
- Kindermädchen für Papa gesucht (1957)
- Ha majd nagy nő leszek (Einmal eine grosse Dame sein) (1957)
- Gestehen Sie, Dr. Corda (1958)
- Az ígéret – Fényes nappal történt (Es geschah am hellichten Tag) (1958)
- Münchhausen in Afrika (1958)
- Lányok egyenruhában (Mädchen in Uniform) (1958)
- Der Stern von Santa Clara (1958)
- Hier bin ich - hier bleib' ich (1959)
- Bengáli tigris (Der Tiger von Eschnapur) (1959)
- Das indische Grabmal (1959)
- Und das am Montagmorgen (1959)
- Menschen im Hotel (1959)
- Egy angyal a Földön (Ein Engel auf Erden) (1959)
- Geheimaktion Schwarze Kapelle (1959)
- Abschied von den Wolken (1959)
- Am Tag als der Regen kam (1959)
- Alt Heidelberg (1959)
- Liebling der Götter (1960)
- Die Herrin der Welt (1960)
- Dr. Mabuse ezer szeme (Die 1000 Augen des Dr. Mabus) (1960)
- Stefanie in Rio (1960)
- Der brave Soldat Schwejk (1960)
- Szerelem Rómában (Un amore a Roma) (1960)
- Sabine und die hundert Männer (1960)
- An einem Freitag um halb zwölf (1961)
- Die Ehe des Herrn Mississippi (1961)
- Via Mala (1961)
- Die Schatten werden länger (1961)
- Das Riesenrad (1961)
- Robert und Bertram (1961)
- Im Stahlnetz des Dr. Mabuse (1961)
- Nem kell mindig kaviár (Es muß nicht immer Kaviar sein) (1961)
- The Brain (1962)
- The Devil's Agent (1962)
- Sherlock Holmes und das Halsband des Todes (1962)
- Frauenarzt Dr. Sibelius (1962)
- Station Six-Sahara (1963)
- Mensch und Bestie (1963)
- Scotland Yard jagt Dr. Mabuse (1963)
- Old Shatterhand (1964)
- Fanny Hill (1964)
- Az aztékok kincse (Der Schatz der Azteken) (1965)
- A Napisten piramisa (Die Pyramide des Sonnengottes) (1965)
- Az ezüst oroszlán birodalma (Im Reich des silbernen Löwen) (1965)
- Lange Beine - lange Finger (1966)
- Die Nibelungen, Teil 1 – Siegfried (1966)
- Zeugin aus der Hölle (1966)
- Die Hölle von Macao (1967)
- Die Nibelungen, Teil 2 – Kriemhilds Rache (1967)
- Spessarti szép napok (Herrliche Zeiten im Spessart) (1967)
- Tuvia Vesheva Benotav (1968)
- Traianus oszlopa (Columna) (1968)
- Winnetou és Old Shatterhand a Halál Völgyében (Winnetou und Shatterhand im Tal der Toten) (1968)
- Harc Rómáért (Kampf um Rom I) (1968)
- Kristálytollú madár (L'uccello dalle piume di cristallo) (1970)
- Finzi-Continiék kertje (Il giardino dei Finzi Contini) (1970)
- Black Beauty (1971)
- Vampyros Lesbos (1971)
- L'etrusco uccide ancora (1972)
- A kincses sziget (Treasure Island) (1972)
- A vadon szava (The Call of the Wild) (1972)
- Első kör (Den første kreds) (1973)
- Sie sind frei, Dr. Korczak (1975)
- Nem kell mindig kaviár (Es muss nicht immer Kaviar sein) (1977, tv-sorozat)
- Charlotte (1981)
- Éjfél után (Nach Mitternacht) (1981)
- A Sant Souci-i járókelő (La passante du Sans-Souci) (1982)
- Die Weiße Rose (1982)
- S.A.S. à San Salvador (1983)
- Szerelem Németországban (Eine Liebe in Deutschland) (1983)
- Wedle wyroków twoich... (1984)
- Bittere Ernte (1985)
- Der Stein des Todes (1987)
- Hanussen (1988)
- A rózsakert (The Rose Garden) (1989)
- Európa, Európa (Europa Europa) (1990)
- Warszawa. Année 5703 (1992)
- Iz ada v ad (1996)
- Babij Jar (2003)
- Der letzte Zug (2006)
- Csodagyerekek  (Wunderkinder) (2011)